# Elias Canetti

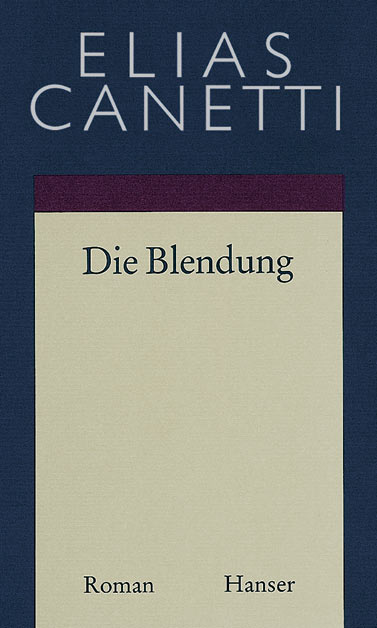
„Cegueira“, 1931

Elias Canetti (Ruse, 25 de julho de 1905 — Zurique, 14 de agosto de 1994) foi um romancista e ensaísta de nacionalidade búlgara e britânica que escrevia em língua alemã. Foi laureado com o Prêmio Nobel de Literatura em 1981.
Canetti era o filho mais velho de uma família de judeus sefarditas que extraíam sustento do comércio. Passou seu primeiro ano de vida na Bulgária e na Inglaterra. Alguns de seus irmãos foram o produtor musical Jacques Canetti e o médico Georges Canetti. Após a morte prematura do pai, em 1912, a família migrou para Viena. Em 1916, devido ao patriotismo que se instalou na Áustria com a Primeira Guerra Mundial, a mãe, a irmã e ele se mudaram para a Suíça, país neutro naquele conflito. Lá, entre 1917 e 1921, frequentou o colégio Realgymnasium Rämibühl em Zurique. Nesse último ano, partiu com os parentes para a Alemanha, onde concluiu o ensino médio em 1923, em Frankfurt.
A partir de 1924, tornou a viver em Viena. No ano seguinte, preocupou-se pela primeira vez com o fenômeno psicossocial das "massas", tema que pesquisou durante toda a vida. Em 1928 conseguiu, em Berlim, durante o semestre de férias, um trabalho como tradutor para a editora Malik-Verlag. Após o doutorado em química, continuou atuando como tradutor. Na época, concebeu um ciclo romanesco de oito tomos, cujo primeiro livro — Auto de fé (1931) — lançou em seguida. Foi o único romance da carreira.
A anexação da Áustria à Alemanha nazista, em 1938, obrigou-o a migrar com a mulher, Veza Canetti, para Londres, onde permaneceu após a Segunda Guerra Mundial e recebeu a nacionalidade britânica. Mas foi, aos poucos, trocando a Inglaterra pela Suíça — inicialmente nos anos 1970 e de vez nos anos 1980. Morreu em 1994 em Zurique.

## Biografia
Elias Canetti nasceu em 25 de julho de 1905 em Ruse, localidades situada na margem sul do rio Danúbio, na atual Bulgária, na fronteira com a Romênia. Seus pais, Jacques Elias (Elieser) Canetti e Mathilde Arditti, originam-se de famílias prósperas de comerciantes judeus sefarditas. Originalmente, o sobrenome era grafado Cañete, de origem toponímica em referência à aldeia de Cañete, província de Cuenca, atual Espanha. Considerando suas origens, a língua materna de Canetti o judeu-espanhol, também denominado ladino.
Depois que a Bulgária obteve sua independência total do Império Otomano em 1908, Canetti conservou a nacionalidade turca. Dois irmãos nasceriam em 1909 e 1911, respectivamente Nissim e Georg.
Estabeleceu-se em Viena, na Áustria, em 1913, mas em sua juventude viveu também em Manchester, Zurique e Frankfurt am Main.
Em 1929 graduou-se em química. Teve como modelo, no âmbito da literatura e da crítica da linguagem, o escritor e ensaísta austríaco Karl Kraus. Em 1934, casou-se com Venetiana Taubner-Calderon, que adotou o nome Veza Canetti. Emigrou em 1938, e passou a viver em Londres a partir de 1939, recebendo a nacionalidade britânica em 1952.
Sua primeira obra literária foi o romance Die Blendung (Auto-de-Fé) (1935). Os dramas Hochzeit (O Casamento) (1932), Komödie der Eitelkeit (Comédia da vaidade) (1950) e Die Befristeten (Os que têm a hora marcada) (1964) desmascaram o rosto de uma sociedade profundamente corrompida. Colocou o fundamento teórico de sua obra no ensaio Massa e Poder (Masse und Macht) (1960), que põe em relevo o significado fundamental dessa fenomenologia para a realidade política. Suas obras posteriores  - Die gerettete Zunge (A Lingua Absolvida), 1977; Die Fackel im Ohr (Uma luz em meu ouvido), 1980; Das Augenspiel (O Jogo Dos Olhos), 1985 - tecem comentários e interpretam uma história de vida e trabalho muito singulares.

## Prêmios
Recebeu o Grande Prêmio Estatal Austríaco de 1967, bem como o Prêmio Georg Büchner de 1972 e a Condecoração Austríaca de Ciência e Arte de 1972. Também recebeu o Nobel de Literatura de 1981.

## Publicações

### Edições originais
- Die Blendung. Roman. Reichner, Wien 1936.
- Fritz Wotruba. Vorwort von Klaus Demus. Rosenbaum, Wien 1955.
- Masse und Macht. Claassen, Hamburg 1960.
- Die Befristeten. Drama. Hanser, Munique 1964; 2. Auflage ebenda 1982, ISBN 3-446-13567-7.
- Hochzeit. Drama. Hanser, Munique 1964; 2. A. ebd. 1981, ISBN 3-446-13467-0.
- Komödie der Eitelkeit. Drama in drei Teilen. Hanser, Munique 1964, ISBN 3-446-10941-2, Reclam, Stuttgart 1986, ISBN 3-15-007678-1.
- Aufzeichnungen 1942–1948. 1965.
- Die Stimmen von Marrakesch. Aufzeichnungen nach einer Reise. 1968.
- Der andere Prozeß. Kafkas Briefe an Felice. 1969.
- Alle vergeudete Verehrung. 1970. Reihe Hanser 50
- Die gespaltene Zukunft. Aufsätze und Gespräche, 1972. Reihe Hanser 111
- Die Provinz des Menschen. Aufzeichnungen 1942–1972. 1973.
- Der Ohrenzeuge. Fünfzig Charaktere. 1974.
- Das Gewissen der Worte. Essays. 1975.
- Die gerettete Zunge. Geschichte einer Jugend. 1977 (= autobiografia, parte 1), Fischer Verlag, Frankfurt am Main 1979, ISBN 3-596-22083-1.
- Die Fackel im Ohr. Lebensgeschichte 1921–1931, Hanser, 1980 (= autobiografia, parte 2), Fischer Verlag, Frankfurt am Main 1982, ISBN 3-596-25404-3.
- Das Augenspiel. Lebensgeschichte 1931–1937, 1985 (= autobiografia, parte 3), Fischer Verlag, Frankfurt am Main 1988, ISBN 3-596-29140-2.
- Das Geheimherz der Uhr. Aufzeichnungen 1973–1985. 1987.
- Die Fliegenpein. Aufzeichnungen. 1992.
- Nachträge aus Hampstead. Aus den Aufzeichnungen 1954–1971. 1994.
- Aufzeichnungen 1992–1993. 1996.
- Aufzeichnungen 1973–1984. 1999.
- Über Tiere. Mit einem Nachwort von Brigitte Kronauer. Hanser, Munique 2002
- Party im Blitz. Die englischen Jahre. 2003 (= autobiografia, parte 4).
- Über den Tod. Hanser, Munique 2003.
- Über die Dichter. Mit einem Nachwort von Peter von Matt. Hanser, Munique 2004, ISBN 3-446-20470-9.
- Aufzeichnungen für Marie-Louise. Hanser, Munique 2005.
- Aufsätze – Reden – Gespräche. Hanser, Munique 2005, ISBN 3-446-18520-8 (=  Collected Works, Volume 10).
- Briefe an Georges (mit Veza Canetti). Hanser, Munique 2006, ISBN 3-446-20760-0; Fischer Taschenbuch, Frankfurt am Main 2009, ISBN 978-3-596-18184-1.
- Liebhaber ohne Adresse. Briefwechsel 1942–1992 (mit Marie-Louise von Motesiczky). Hanser, Munique 2011, ISBN 978-3-446-23735-3.
- Rudolf Hartung. Briefe, Autobiographisches und Fotos. Hrsg. v. Bernhard Albers. Rimbaud, Aachen 2011, ISBN 978-3-89086-470-9.
- Das Buch gegen den Tod. Mit einem Essay von Peter von Matt. Hanser, Munique 2014, ISBN 978-3-446-24467-2 (publicado postumamente a pedido de Canetti).
- Prozesse. Über Franz Kafka. Hrsg. v. Susanne Lüdemann und Kristian Wachinger. Hanser, Munique 2019, ISBN 978-3-446-26370-3.

### Outras obras
- Dramen: Hochzeit – Komödie der Eitelkeit – Die Befristeten. Hanser, Munique 1964; Fischer Taschenbuch, Frankfurt am Main 1978, ISBN 3-596-27027-8.
- Gesammelte Werke. 10 Volume in Einzelausgaben. Hanser, Munique 1992–2005.
- Werke. 13 Volumes und ein Begleitband Wortmasken in Kassette. Fischer Taschenbuch, Frankfurt am Main 1995, ISBN 3-596-13050-6.